# Viacom (original)
Viacom Inc. var ett amerikanskt medieföretag. Under 1970-talet och 80-talet var Viacom en framträdande distributör av radio och TV för CBS.